# Amt Selters

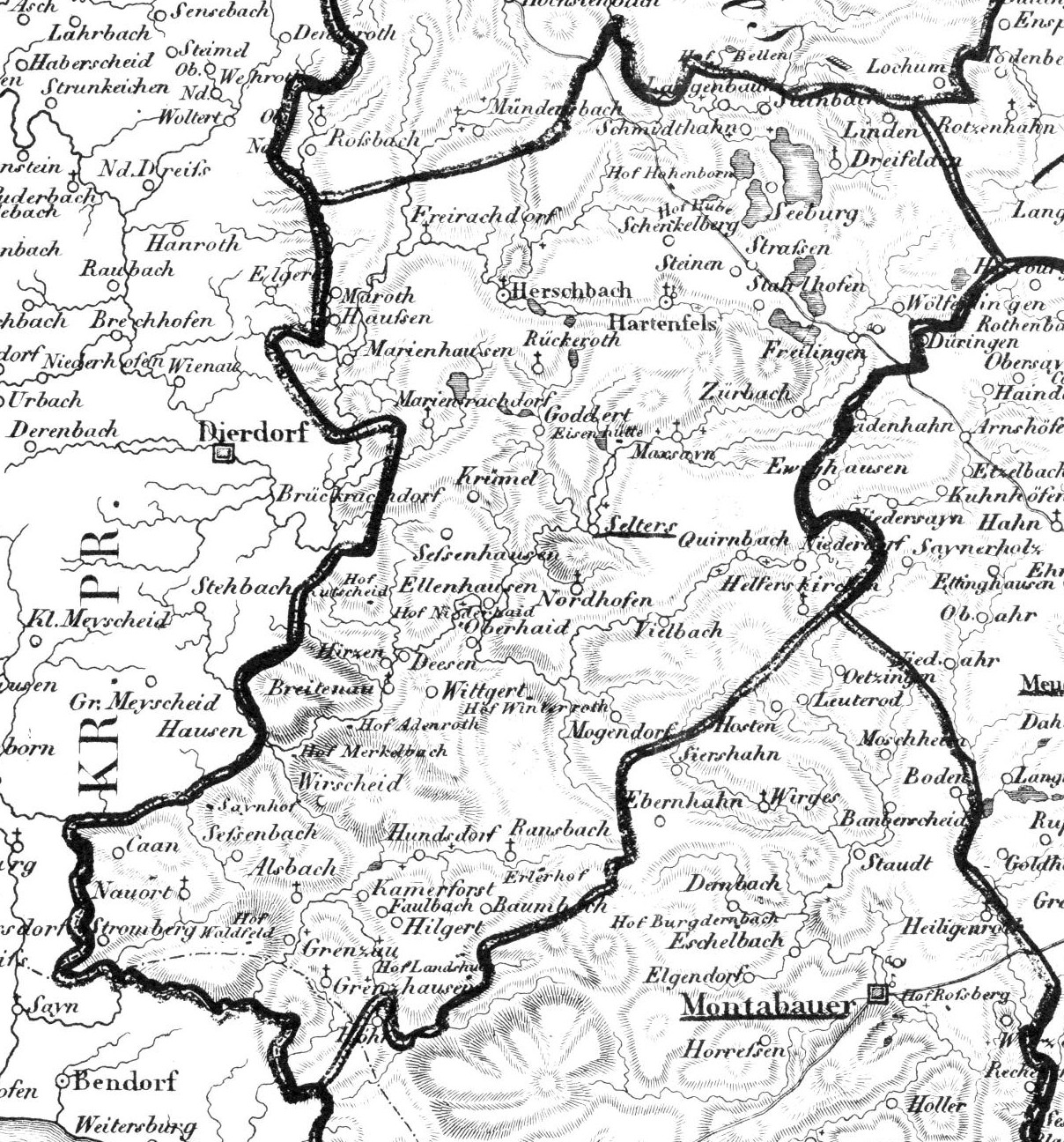
Karte des Amtes Selters 1828

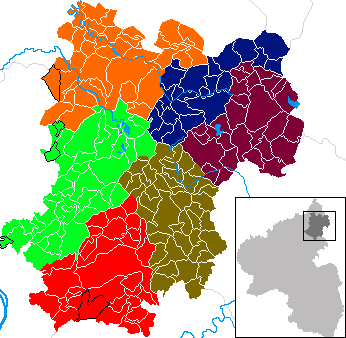
Das Amt Selters von 1816 in Grün innerhalb des heutigen Kreisgebietes

Das Amt Selters war ein gräflich wiedsches und von 1806 an ein nassauisches Amt mit Sitz in Selters (Westerwald).

## Geschichte

### Wied
Das Amt Selters wurde 1598 aus den Kirchspielen Rückeroth und Nordhofen gebildet. 1754 wurde der Sitz des Amtes nach Grenzhausen verlegt. 1799 wurde diesem noch der zuvor zur Grafschaft Sayn-Hachenburg gehörende Bann Maxsain angegliedert.

### Nassau
Das Amt Grenzhausen (und die anderen Gebiete des späteren Standesherrlichen Kreises Neuwied) kamen mit der Gründung des Rheinbundes 1806 an das Herzogtum Nassau und wurde dort Teil des Regierungsbezirks Ehrenbreitstein.
Das Amt Selters entstand 1816 durch die Verlagerung des Amtssitzes nach Selters. Gleichzeitig wurden dem Amt eine Reihe von Orten zugeordnet, die bis 1803 zu den kurtrierischen bzw. ab 1806 zu den nassauischen Ämtern Grenzau, Herschbach, Sayn und Montabaur gehörten.
Zum Amt Selters gehörten somit die zuletzt Wied-Neuwied’schen Orte Selters, Alsbach, Dreifelden, Freilingen, Freirachdorf, Goddert, Grenzhausen, Hilgert mit Faulbach, Hundsdorf, Linden, Maxsain, Mogendorf, Nordhofen, Quirnbach, Rückeroth, Steinen mit Stahlhofen und Straß, Vielbach, Wölferlingen und Zürbach. In Bezug auf diese Orte galten standesherrliche Vorrechte der Fürsten zu Wied-Neuwied fort. Das Amt wurde daher bis zur Märzrevolution als Herzoglich Nassauisches und fürstlich Neuwiedisches Amt Selters bezeichnet.
Von den bis 1803 kurtrierischen Orten gehörten Baumbach, Breitenau und Hirzen, Deesen, Ellenhausen, Grenzau, Hartenfels, Helferskirchen und Niederdorf, Herschbach, Kaan, Kammerforst, Krümmel, Marienhausen, Marienrachdorf, Maroth und Trierischhausen, Nauort, Oberhaid, Ransbach, Schenkelberg, Schmidthahn mit Steinebach, Langenbaum und Seeburg, Sessenbach, Sessenhausen, Stromberg, Wirscheid und Wittgert zum Amt Selters.
Im Jahr 1836 wurde das Amt Selters wie folgt beschrieben:

„Das Amt Selter. Von den 73.537 Morgen des Amtes Selters sind 252 Morgen Gebäudestellen, 367 Morgen Gärten, 23.757 Morgen Ackerland, 8.725 Morgen Wiesen, 767 Morgen Weiher, 31.588 Morgen Waldungen, 6.609 Morgen Dreschland, und Waideplätze und 1.472 Morgen nicht besteuerte Liegenschaften. In den 2.423 Häusern leben in 3.247 Familien 14.459 Menschen, von welchen 6.145 Evangelische, 7.910 Katholiken, und 404 Juden sind.
   Selters, Dorf und Amtssitz mit 780 Einwohnern.
   Gränzhausen oder Grenzhausen, Dorf mit 960 Einwohnern.
   Hartenfels, Flecken mit Schloßtrümmern und 510 Einwohnern.
   Herschbach, Flecken mit einer Burg und 1.000 Einwohnern.
   Maxsain, Dorf mit Eisenhütte und Hammer und 740 Einwohnern.
   Ransbach, Dorf mit 1.145 Einwohnern.“

Nach der Märzrevolution 1848 wurde die Verwaltung neu geordnet. Mit Gesetz vom 4. April 1849 wurden in Nassau Verwaltung und Rechtsprechung auf unterer Ebene getrennt. Die Reform trat zum 1. Juli 1849 in Kraft. Für die Verwaltung wurden 10 Kreisämter gebildet, die Ämter als Justizämter (also Gerichte der ersten Instanz) weitergeführt. Die Verwaltungsaufgaben des Amtes Selters wurden vom Kreisamt Hachenburg wahrgenommen, die Rechtsprechung vom Justizamt Selters. Die Reform wurde jedoch bereits am 1. Oktober 1854 wieder rückgängig gemacht, die Kreise wieder abgeschafft und die vorigen Ämter wiederhergestellt.

### Preußen
Mit der Annexion Nassaus durch Preußen werden auch die Ämter in ihrer alten Form aufgelöst und durch Kreise ersetzt. Das Amt Selters bildet 1867 gemeinsam mit den benachbarten Ämtern Montabaur und Wallmerod den Unterwesterwaldkreis. Erst im Rahmen dieser Neuordnung werden Verwaltung und Rechtsprechung getrennt. Für die Rechtsprechung in erster Instanz, die bisher durch das Amt vorgenommen wurde, wurde, zunächst die richterlichen Beamte in den Ämtern zuständig und zum 1. September 1867 das Amtsgericht Selters gebildet.
Aber auch nach der Kreisgründung bleibt die bisherige Amtsstruktur erhalten. Die Königliche Verordnung vom 22. Februar 1867 regelte, dass „die Amtsbezirke als engere Verwaltungsbezirke in ihrer bisherigen Begrenzung bestehen“ bleiben. Die ehemaligen Ämter bilden die drei Bezirke des Kreises. Gemäß § 13 der Kreisverfassung entsendeten die Bezirke also die ehemaligen Ämter jeweils sechs Vertreter in den neuen Kreistag. Der Amtmann hatte die Aufsicht über die Ortspolizei und Organ des Landrates. 
Mit der Verwaltungsreform von 1885/1886 wurden die Ämter endgültig aufgelöst.

## Personen

### Standesherren
- Johann August Karl Fürst zu Wied-Neuwied, bis 1836
- Fürst Wilhelm Hermann Karl Fürst zu Wied, bis 1848

### Amtmänner
Folgende Amtmänner waren in Selters tätig:

#### Wied
- 1598–1622: Peter von Merckelbach

#### Nassau
- 1817–1820 Johann Friedrich Schapper
- 1820–1833 Friedrich Ferdinand Kobbe
- 1833–1839 Karl Eyring
- 1839–1843 Johann Friedrich Henrich Wilhelm Held
- (1843–1846) Carl Willett
- 1846–1849 Maximilian Rudolf Ernst von Reichenau
- 1854–1859 Carl Michael Claudius Wirth
- 1859–1867 Adolph Carl Wilhelm Habel
- 1867–1872 Albert Heinrich Hermann Wilhelm Stahl
- 1872–1877 August Karl Otto von Harling
- (1877–1880) Friedrich Georg Freiherr von Wedekind
- (1880–1886) Paul Reiche